# Marino Morosini

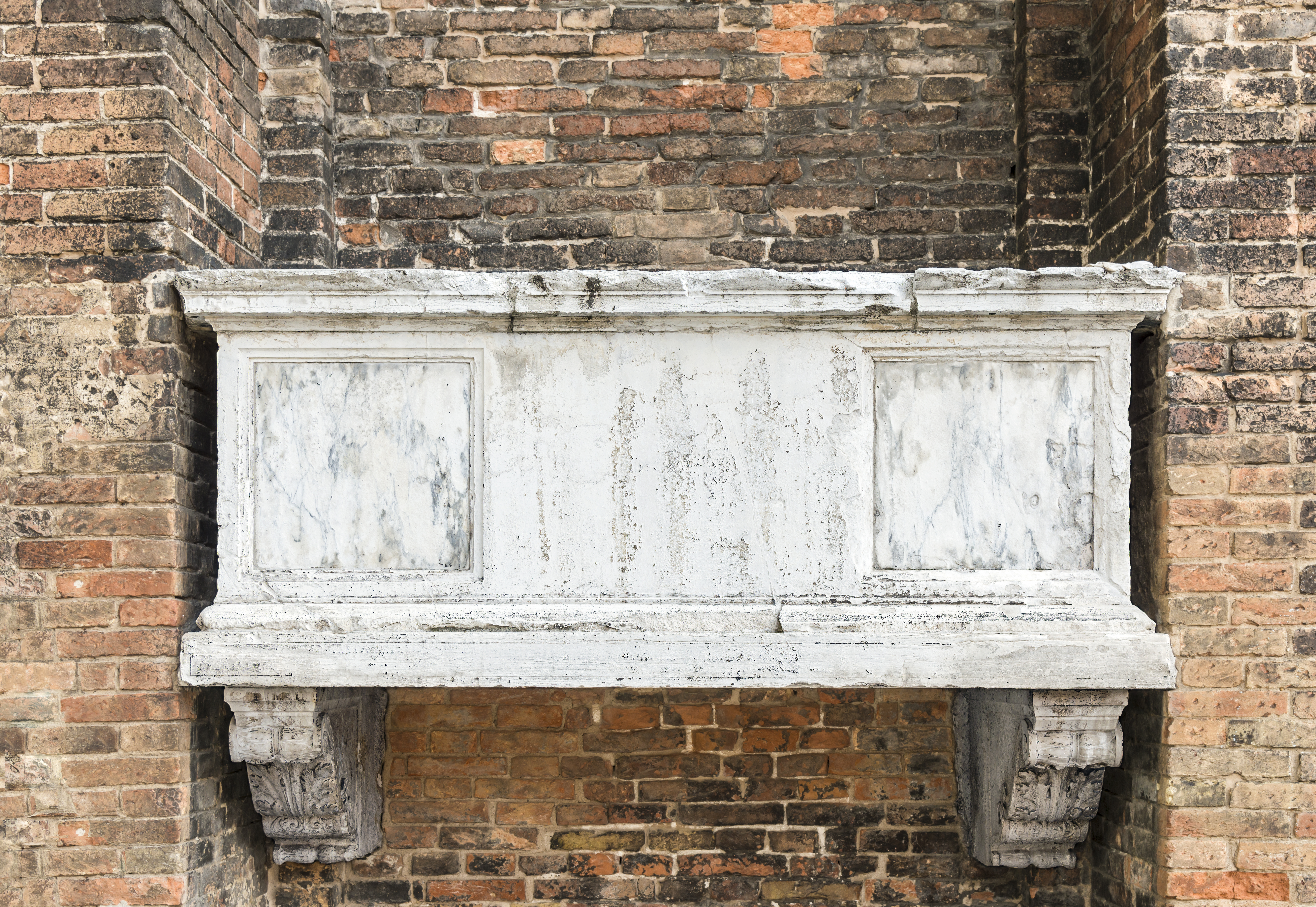
Jego grób.

Marino Morosini (ur. 1181 – zm. 1 stycznia 1253) – doża Wenecji od 13 czerwca 1249 do 1 stycznia 1253.